# Chaetodontoplus meredithi
Chaetodontoplus meredithi es una especie de "pez ángel" marino de la familia Pomacanthidae.
Su nombre común en inglés es Queensland yellowtail angelfish, o pez ángel de Queensland de cola amarilla. Es una especie común y sus poblaciones son estables. Ocasionalmente exportada para el mercado de acuariofilia.

## Morfología
Posee la morfología típica de su familia, cuerpo comprimido lateralmente y ovalado, de perfil rectangular con las aletas extendidas. La boca es pequeña, protráctil y situada en la parte inferior de la cabeza. 
Tiene 13 espinas y 17-19 radios blandos dorsales; 3 espinas y 17-19 radios blandos anales.
Su coloración base del cuerpo y aletas dorsal y anal es azul oscuro, casi negro. Tiene la frente, el hocico, el pecho y la aleta caudal amarillos. La coloración de la mayor parte de la cabeza es azul, en tono más claro que el cuerpo, y con puntitos amarillos. Tiene una ancha franja blanca, horizontal, encima de la cabeza, que va desde el nacimiento de la aleta dorsal, hasta la base de la aleta pectoral. Las aletas dorsal y anal tienen un margen exterior, estrecho, de color blanco amarillento a azulado. 
Alcanza los 25 cm de largo.

## Hábitat y comportamiento
Asociado a arrecifes, es una especie clasificada como no migratoria. Habita arrecifes costeros y fondos abiertos, con roca, coral, esponjas o gorgonias. Los juveniles ocurren a menudo entre esponjas, bajo salientes. Los adultos, generalmente en parejas, en aguas profundas, aunque también ocurren solitarios o en pequeños grupos.
Su rango de profundidad está entre 10 y 50 m, aunque se reportan localizaciones entre los 4 y los 74,6 metros, y en un rango de temperatura entre 23.27 y 26.52 °C.

## Distribución
Se distribuye en el océano Pacífico oeste. En la costa este australiana, desde Queensland hasta Nueva Gales del Sur y la isla de Lord Howe. Rara en la Gran Barrera de Arrecifes.

## Alimentación
Es un predador de esponjas y ascidias.

## Reproducción
Aunque no hay datos específicos sobre su ciclo de vida, como todo el género, so ovíparos y de fertilización externa. No cuidan a sus alevines.